# Горчилін Олександр Михайлович
Олександр Михайлович Горчилін (16 вересня 1925 — 6 травня 1970) — червоноармієць Робітничо-селянської Червоної армії, учасник Другої світової війни, Герой Радянського Союзу (1943).

## Біографія
Олександр Горчилін народився 16 вересня 1925 року в селі Часниковка (нині — Уфимський район Башкортостану) в сім'ї селянина. Отримав неповну середню освіту, працював у колгоспі. У січні 1943 року призваний на службу в Робітничо-селянську Червону армію. З травня того ж року — на фронтах Другої світової війни. До вересня 1943 року гвардії червоноармієць Олександр Горчилін був заступником командира відділення 1-го мотострілецького батальйону 69-ї механізованої бригади 9-го механізованого корпусу 3-ї гвардійської танкової армії Воронезького фронту. Відзначився під час битви за Дніпро.
В ніч з 21 на 22 вересня 1943 року Горчилін одним із перших переправився через Дніпро в районі сіл Луковиця і Григорівка Канівського району Черкаської області Української РСР і вступив у бій з супротивником. У боях за плацдарм знищив близько 45 ворожих солдатів і офіцерів. У бою за висоту 214,9 він першим увірвався в траншеї противника і в рукопашній сутичці знищив 4 солдатів противника.
Указом Президії Верховної Ради СРСР від 17 листопада 1943 року за зразкове виконання бойових завдань командування і проявлені мужність і героїзм у боях з німецькими загарбниками» червоноармієць Олександр Горчилін удостоєний високого звання Героя Радянського Союзу з врученням ордена Леніна і медалі «Золота Зірка» за номером 3666.
Після закінчення війни Горчилін був демобілізований. Проживав і працював в Уфі, помер 6 травня 1970 року.

## Нагороди
Також нагороджений орденом Червоної Зірки та низкою медалей.